# Lampona kapalga
Lampona kapalga là một loài nhện trong họ Lamponidae. Loài này được phát hiện ở het Noordelijk Territorium và Queensland.